# Taulusaari (ö i Lappland, Norra Lappland, lat 69,13, long 27,92)
Taulusaari är en ö i Finland. Den ligger i sjön Enare träsk och i kommunen Enare i den ekonomiska regionen Norra Lappland och landskapet Lappland, i den norra delen av landet, 1 000 km norr om huvudstaden Helsingfors. Öns area är 1,4 hektar och dess största längd är 210 meter i nord-sydlig riktning.